# Winkelcentrum Zuidplein

De Nieuwe Kerk die er voor moest worden afgebroken

Winkelcentrum Zuidplein is een groot, overdekt winkelcentrum in Rotterdam-Zuid. Het winkelen gebeurt niet op straatniveau maar op ca 6 meter daarboven, aansluitend aan de hal van metrostation Zuidplein en aan voetbruggen over de omringende drukke verkeerswegen. Op straatniveau bevindt zich een grote parkeergarage in twee lagen met ongeveer 1400 parkeerplaatsen, een bewaakte fietsenstalling, opslagruimte en een busstation. De evenementenhal Rotterdam Ahoy, het Ikazia Ziekenhuis en politiebureau Zuidplein bevinden zich op loopafstand.
Momenteel bevindt zich tevens een tijdelijke fietsenstalling ter plaatse van de Pleinweg.
Winkelcentrum Zuidplein is gekoppeld aan een belangrijk knooppunt voor het regionale openbaar vervoer (metrostation en veertig regionale en stadsbuslijnen), zie Zuidplein (metrostation).

## Het centrum
Het overdekte winkelcentrum Zuidplein is een van de belangrijkste werken van de Rotterdamse architect Hermanus Dirk Bakker (28 augustus 1915 - 12 oktober 1988) en was voor die tijd een zeer modern concept. Aan het winkelcentrum werd gebouwd van 1962 tot 1972 op een grotendeels braakliggend terrein tussen het metroviaduct en een aantal brede verkeerswegen. De Nieuwe kerk moest er echter voor worden gesloopt. In 1972 werd het winkelcentrum geopend door Mies Bouwman. In die tijd was er op een deel van het Zuidplein een kleine permanente markt met kramen en een openlucht patio bij een restaurant. In het oorspronkelijk ontwerp werd wisselend zonlicht in de winkelstraten naar binnen gehaald door lichthappers op het dak in verschillende richtingen. Tussen 1993 en 1995 werd het winkelcentrum in oostelijke richting uitgebreid met circa 11.000m² door architectenbureau Bakker & Partners i.s.m. Chiel Verhoeff. Tussen 1999 en 2003 werd het interieur gerenoveerd zonder noemenswaardige uitbreiding door JHK Architecten uit Utrecht i.s.m. Greig + Stephenson Architects uit Londen. Het centrale plein werd rustiger gemaakt door de vervanging van het theatertje en de vele kleine kiosken door twee nieuwe grote kiosken; de lichthappers werden vervangen door neutralere lichtkoepels. De galerijen met toegang tot winkelruimten op de eerste verdieping vervielen. In 2023 werd opnieuw een uitbreiding geopend - op de plaats van de gesloopte Groote Schouwburg - die met roltrappen aansluit aan het lage Zuidplein. Deze uitbreiding, ontworpen door TOMDAVID Architecten, is onderdeel van het project 'Hart van Zuid' met daarin o.a. ook een nieuw busstation, theater en bibliotheek, zwembad en uitbreiding van het Ahoy complex. De Gooilandsingel is heringericht als verbindende centrale voetgangerszone op straatniveau. 
Met een oppervlakte van 55.000 vierkante meter is dit het belangrijkste winkelcentrum voor Rotterdam-Zuid en de gemeenten aan de zuidrand van Rotterdam. In 2017 had het winkelcentrum ongeveer 165 winkels. Het is een van de grootste overdekte winkelcentra van Nederland. Het winkelcentrum trekt ongeveer 10 miljoen bezoekers per jaar.

## Veiligheid
Een belangrijke ingreep ten behoeve van de veiligheid van personen en goederen was de installatie kort na de eeuwwisseling van een camerasysteem met 53 vaste camera's, elf camera's met zoom en volgmogelijkheden en infrarooddetectoren voor de avondbeveiliging. Verder werden computersystemen geïnstalleerd om al deze data zichtbaar te maken, te bewerken en op te slaan.
Begin 2005 zijn er in het winkelcentrum proeven gehouden met een systeem voor automatische gezichtsherkenning. Met dit systeem kunnen veelplegers snel en automatisch herkend worden in de mensenmassa. Midden 2007 zijn ook 27 camera's geplaatst in de omgeving van Zuidplein, voor het merendeel bestuurbare camera's. Tegelijk zijn camera's geplaatst op en rond de Dordtselaan.
Door verhoogde inspanningen van de deelgemeente, politie, het vervoerbedrijf RET, bewakingsdiensten en de ondernemers mocht het winkelcentrum zich vanaf 2006 het veiligste winkelcentrum van Nederland noemen. Het winkelcentrum verwierf in 2007 het driesterrenkeurmerk van Veilig Ondernemen. Desondanks leefden gevoelens van onveiligheid die veel te maken hadden met het metro- en busstation. Zo werd in het metrostation in maart 2007 een 20-jarige jongen doodgeschoten. Ook de rondhangende jeugd en de slechte wijken in de omgeving droegen hieraan bij. Voor verjaging van hangjeugd bij de doorgangen van het ov-gedeelte naar het winkelcentrum werd anno 2007 gebruikgemaakt van The Mosquito, apparatuur die hinderlijke hoogfrequente tonen uitzendt. Deze tonen zijn uiterst irritant voor het gehoor van jongeren.